# Mino Vignolo
Mino Vignolo (Genova, 4 settembre 1945) è un giornalista italiano, per oltre trenta anni inviato speciale e corrispondente dall'estero del Corriere della Sera.

## Biografia
Compiuti gli studi classici al Liceo Colombo di Genova (tre anni) e al Liceo Manzoni di Milano (due anni) si è laureato in scienze politiche all'Università Cattolica di Milano. Ha collaborato con Relazioni Internazionali, allora settimanale dell'Istituto per gli studi di politica internazionale, prima di essere assunto nell'ufficio contratti esteri di una grande società petrolifera.
Nel maggio 1971 è entrato al Corriere della Sera nella redazione esteri. Dalla metà degli anni settanta ha viaggiato per attualità e reportage in una ottantina di paesi, in qualità di inviato speciale. Ha coperto guerre, rivoluzioni e colpi di stato nell'Africa subsahariana, terreno di scontro e scacchiera nel grande gioco della Guerra Fredda, il nordafrica, con speciale riguardo alla Libia su cui ha scritto nel 1982 per la Rizzoli Gheddafi: Islam, petrolio e utopia, best seller tradotto in cinque lingue, il Vicino e Medio Oriente, l'Europa.
Fra il 1982 e il 1986 è stato corrispondente dall'Europa comunista basato a Varsavia dopo il golpe del generale Jaruzelski quando era in vigore la legge marziale e Solidarność era fuorilegge. La Polonia era in quegli anni un luogo privilegiato per assistere allo sgretolamento del blocco sovietico. Dal 1986 al 1995 come capo dell'ufficio di corrispondenza del Corriere a Londra ha coperto fra l'altro lo zenit del potere di Margaret Thatcher prima della sua crisi e della sua caduta. Fra il 1997 e il 2007 è stato corrispondente dalla Penisola Iberica, con sede a Madrid quando la Spagna era modello di riferimento per la destra italiana (gli anni di Aznar) e per la sinistra (gli anni di Zapatero) 
Fra i leader politici stranieri intervistati nel corso della carriera possiamo ricordare Margaret Thatcher, unica intervista in esclusiva da premier ad un giornale italiano, Muammar Gheddafi, Jose Maria Aznar, Jose Luis Zapatero, Shimon Peres, Yitzhak Shamir, Yitzhak Rabin, Yasser Arafat, Habib Burghiba, Zine Al-Abidine Ben Ali, Ahmed Ben Bella, Ian Smith, Robert Mugabe, Desmond Tutu, Lech Walesa, Carlos Menem, Jordi Pujol, Mario Soares, Jose Manuel Durao Barroso, Jorge Sampaio.
Ha intervistato in esclusiva scrittori ed intellettuali di prestigio. Fra gli altri Mario Vargas Llosa, Carlos Fuentes, Javier Marias, Antonio Munoz Molina, Arturo Perez Reverte, Manuel Vazquez Montalban, Fernando Savater, Amos Oz, AbrahamYehoshua, David Grossman, Frederick Forsyth, James G. Ballard, Salman Rushdie, Robert Harris, V.S. Naipaul, Doris Lessing, Germaine Greer,  Cat Stevens-Yusuf Islam, Ralf Dahrendorf, Eric Hobsbawm, Isaiah Berlin, AJP Taylor, Hugh Trevor-Roper, Denis Mack Smith, Paul Preston, Henri Lefebvre, Jean Ziegler,  Andrzej Wajda, Ryszard Kapuscinski, Leszek Kolakowski, Krzysztof Kieslowski.
Vive con la moglie Silvana fra Portogallo, Italia e Inghilterra.
Membro di Chatham House, il Royal institute of International Affairs, e Fellow della Royal Geographical Society.
Ha vinto, grazie ai suoi reportage sull'Africa, il premio "Europa e Terzo Mondo", assegnato nel 1978 dalla Comunità Europea e da Mani Tese con la motivazione "premio al giornalista italiano che meglio si è occupato dei problemi del Terzo Mondo". Sempre per i reportage sull'Africa ha vinto anche il premio Fiera di Messina.

## Opere
- Gheddafi: Islam, petrolio e utopia, Rizzoli, 1982
- Dio salvi la regina con Silvana Vitali, Sonzogno, 1994, ISBN 978-8845406751
- Come vive la gente . Usi e costumi di tutto il mondo, con AAVV, Rizzoli, 1981